# Onofrio Barone
Onofrio Barone, noto anche con lo pseudonimo di Nuccio (Palermo, 4 luglio 1964), è un allenatore di calcio ed ex calciatore italiano, di ruolo centrocampista.
Soprannonimato carboncino per via della sua scura carnagione, ha complessivamente totalizzato 50 presenze (e nessuna rete) in Serie A.

## Carriera

### Giocatore
Nel campionato 1984-1985 gioca 29 partite, realizzando un gol, nel Palermo di Domenico Rosati che è promosso in Serie B. Nell'estate 1986 viene coinvolto nel cosiddetto secondo calcioscommesse, che gli costa una squalifica di cinque mesi.
Dopo un passaggio al Messina dove non ottiene alcuna presenza, nella stagione 1987-1988 passa al Foggia con cui l'anno successivo, con Giuseppe Caramanno, centra la promozione dalla Serie C1 alla Serie B, segnando su punizione il gol decisivo contro il Palermo.
Negli anni successivi è titolare nel Foggia di Zdeněk Zeman, con cui nella stagione 1990-1991 vince il campionato cadetto e conquista la promozione in Serie A contribuendo con 36 partite e 3 gol. Nella stagione 1991-1992 esordisce in Serie A coi rossoneri di Zeman.
L'anno successivo passa al Bari, dove nella stagione 1993-1994, con 37 presenze e 4 gol, centra la promozione dalla Serie B alla Serie A; l'anno seguente gioca in Serie A coi biancorossi. Nella stagione 1995-1996 scende nuovamente in Serie B con l'Hellas Verona, collezionando 34 partite e 2 gol contribuendo alla promozione dalla Serie B alla Serie A, sua terza personale.
Negli ultimi anni di carriera, dopo un breve ritorno al Palermo, gioca in Serie C1, Serie C2 e Serie D con Trapani, Nocerina, Campobasso, Casertana e Puteolana. Chiude la carriera nel 2005-2006, giocando a quarantun'anni in Eccellenza con il Carini per volere del suo amico Rosario Compagno, allenatore della squadra siciliana nonché suo ex compagno di squadra al Palermo.

### Allenatore
Dopo aver lavorato come collaboratore di Giuseppe Materazzi a Bari, da luglio 2009 è il nuovo allenatore dell'Ibiza-Eivissa, squadra spagnola di Tercera División, dove è coadiuvato dallo stesso Materazzi in qualità di direttore generale. A fine stagione lascia la Spagna dopo il fallimento della società.
Nel luglio del 2011 segue Devis Mangia al Palermo: inizialmente come vice per la formazione Primavera, quindi come secondo della prima squadra dopo che Stefano Pioli è stato esonerato e la panchina affidata a Mangia. Era stato al Palermo quando era in attività.
Segue il tecnico Mangia anche quando questi passa alla guida della Nazionale Under-21 italiana.

## Palmarès
- Campionato italiano di Serie B: 1

Foggia: 1990-1991